# Gotha G.II
El Gotha G.II fue un bombardero pesado usado por el Luftstreitkräfte (Servicio Aéreo Imperial Alemán) durante la Primera Guerra Mundial.

## Diseño y desarrollo
El Gotha G.II fue un biplano enteramente nuevo diseñado por Hans Burkhard, que había reconstruido previamente el diseño del G.I de Oskar Ursinus para adecuarlo a la producción en masa. Burkhard abandonó la configuración poco ortodoxa del G.I en favor de un diseño más convencional, con el fuselaje montado en el ala inferior, en lugar de en la superior. Al decidir esto se pudo aprovechar del beneficio de una mayor experiencia de pilotaje. Las dificultades del empuje asimétrico creado por la pérdida de un motor en un diseño bimotor se habían demostrado no ser tan malas como Ursinus había pensado, y, por ello, el diseño inusual del G.I era realmente una respuesta a un problema inexistente. Además, Burkhardb tuvo la oportunidad de reconstruir un G.I accidentado (matrícula 9/15) y redistribuir sus componentes para colocar el fuselaje en el ala inferior, encontrando factible este diseño, al tiempo que eliminaba el grave peligro para la tripulación que conllevaban los accidentes al aterrizar.
El G.II llevaba tres tripulantes y un armamento defensivo de dos ametralladoras de 7,92 mm. La sección delantera del fuselaje estaba recubierta de contrachapado, estando el resto recubierto de tela. El fuselaje y dos góndolas muy grandes se montaban sobre el ala inferior. Cada góndola albergaba depósitos de combustible y aceite por debajo de un par de motores lineales de ocho cilindros Mercedes D.IV con caja reductora de 160 kW (220 hp), uno por góndola, moviendo hélices propulsoras. El tren de aterrizaje era poco usual, siendo de disposición cuatriciclo con un par de ruedas montadas en la parte delantera y trasera de cada góndola motora. Esta característica estaba pensada para eliminar la posibilidad de capotaje al aterrizar. De hecho, las góndolas y el tren de aterrizaje formaban unidades con ruedas totalmente autónomas, ideadas para facilitar la construcción y el mantenimiento. Estaba pensado que todo el avión fuera fácilmente desmontable, por lo que el fuselaje, los motores y las alas podían caber fácilmente en tres plataformas ferroviarias.
El prototipo del G.II voló por primera vez en marzo de 1916, y las pruebas revelaron varias deficiencias. El problema más significativo era que el avión era incapaz de llevar la carga de bombas que estaba especificada por el Idflieg. Esto se resolvió rediseñando la célula alar para extender su envergadura. Al mismo tiempo, se pasó de una estructura de dos vanos a una de tres. El segundo problema era que la disposición del tren de aterrizaje hacía que las carreras de aterrizaje fueran largas e incontrolables. Esto se resolvió cambiándolo a una configuración convencional de patín de cola. Otras revisiones incluyeron alerones equilibrados y un empenaje vertical triangular. En esta configuración, la producción comenzó en abril de 1916.

## Historia operacional
El G.II entró en servicio operacional en agosto de 1916, con 8 de los 10 ejemplares del primer lote de producción desplegados en el frente Balcánico. De los dos restantes, uno permaneció con Gothaer y el otro resultó muy dañado en un accidente durante las evaluaciones. Se desconocen las prestaciones del modelo en combate, pero de los ocho en servicio activo, parece que no más de cuatro estuvieron operativos al mismo tiempo (octubre de 1916). En febrero de 1917, este número se había reducido a sólo un avión, y, desde abril, ninguno permanecía en servicio. Sin duda, parte del problema recaía en sus motores. El Mercedes D.IV sufría de fuertes vibraciones del cigüeñal que resultaban en fallos del mismo.

## Operadores
Imperio Alemán
- Luftstreitkräfte

## Especificaciones (G.II)
Referencia datos: Profile no.115 : The Gotha GI-GV, German Aircraft of the First World War, Gotha!

### Características generales
- Tripulación: Tres
- Longitud: 12,2 m (40 ft)
- Envergadura: 21,9 m (superior), 23,7 m (inferior)
- Altura: 3,9 m (12,8 ft)
- Superficie alar: 89,5 m² (963,4 ft²)
- Peso vacío: 2182 kg (4809,1 lb)
- Peso máximo al despegue: 3192 kg (7035,2 lb)
- Planta motriz: 2× motor lineal de 8 cilindros con caja reductora, refrigerado por líquido Mercedes D.IV.
  - Potencia: 160 kW (221 HP; 218 CV) cada uno.
- Hélices: 1× propulsora bipala o tetrapala de paso fijo por motor.

### Rendimiento
- Velocidad máxima operativa (Vno): 135 km/h (84 MPH; 73 kt)
- Alcance: 4 h
- Régimen de ascenso: 1,8 m/s (354 ft/min)
- Tiempo a altitud: 28 min para 3000 m (9843 pies), 41 min para 4000 m (13 123 pies)

### Armamento
- Ametralladoras: 

  - 2x Parabellum MG 14 de 7,92 mm
- Bombas: 

  - 14 de 10 kg

## Aeronaves relacionadas

### Aeronaves similares
- AEG G.I
- AEG G.II
- AEG G.III
- Friedrichshafen G.II

### Secuencias de designación
- Secuencia G._ (bombarderos biplano bimotor armados del Idflieg, para Gotha): G.I - G.II - G.III - G.IV - G.V →